# Mosquée des Andalous (Cordoue)
La mosquée des Andalous est un temple islamique se trouvant dans la ville de Cordoue, en Andalousie (Espagne) . Elle partage le bâtiment avec l'Université Islamique Averroès, gérée par la Yama'à Islamique d'Al-Andalus.
Le petit oratoire a été bâti à l'époque d'Al-Andalus au XIIe siècle, pendant le mandat des Almohades. Elle a fonctionné entre 1994 et 2001, ouvrant à nouveau ses portes le 7 octobre 2011 après une restauration et en permettant la visite touristique. 

## Description
La mosquée se compose d'une cour d'entrée et une salle d'oraison d'une seule nef. Le mur de la qibla est en dirigé vers le sud, au lieu d'être tourné vers La Mecque, comme la mosquée-cathédrale. Le yamur qui couronne le minaret se compose de cinq sphères décroissantes qui représentent les cinq préceptes de l'islam, ainsi que de la lune en croissant et l'étoile de Abderraman Ier, symboles islamiques.

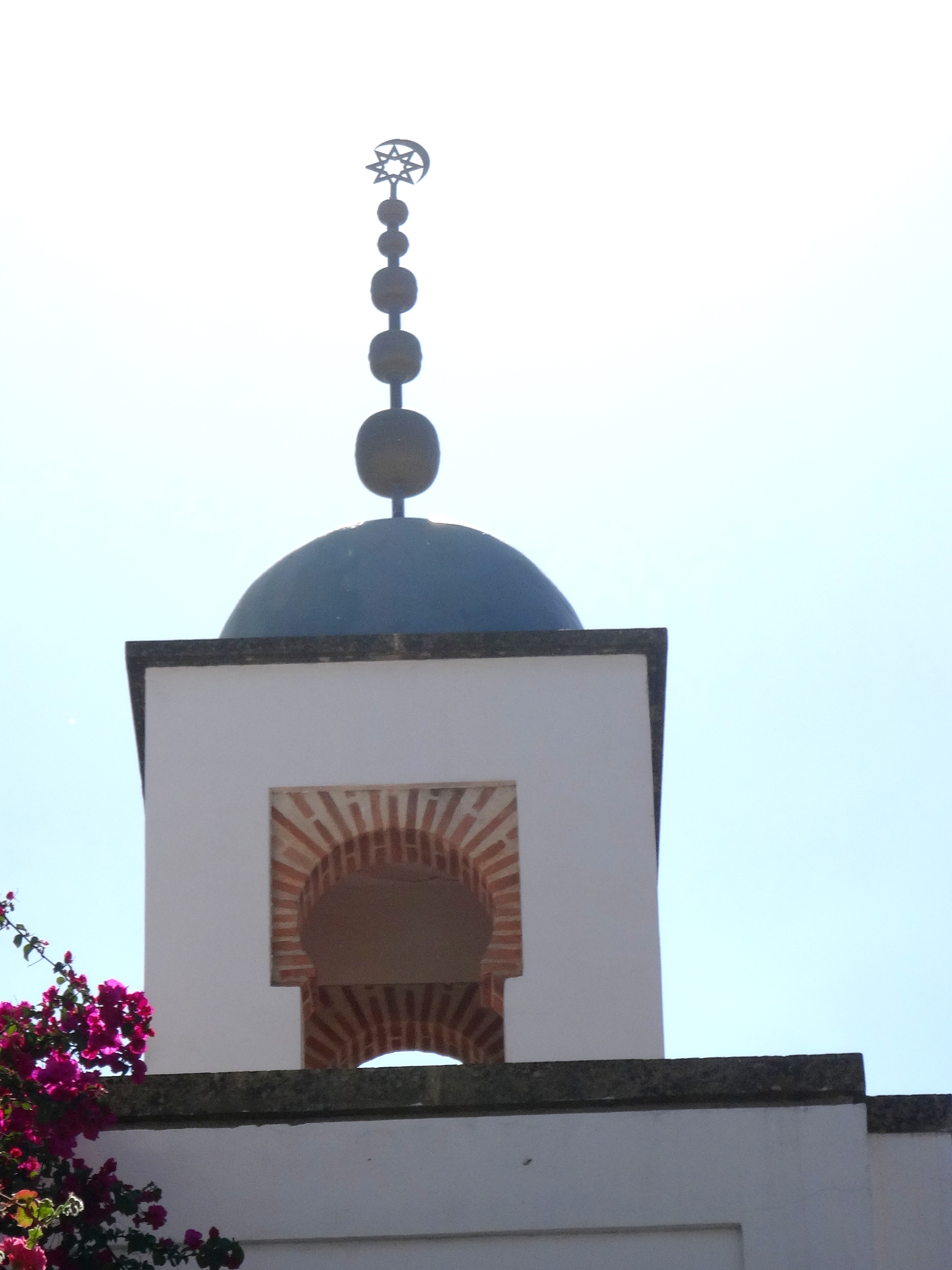
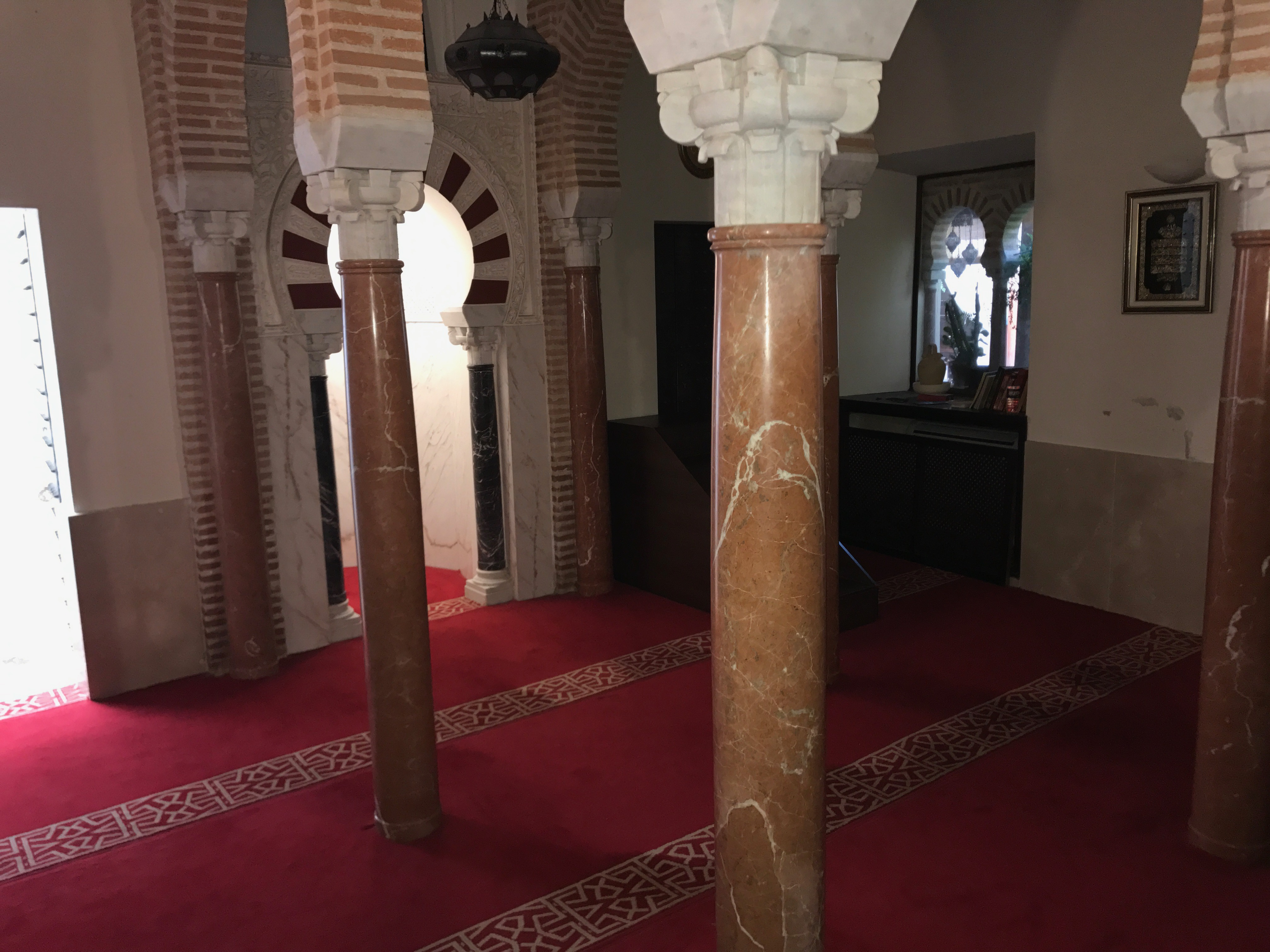
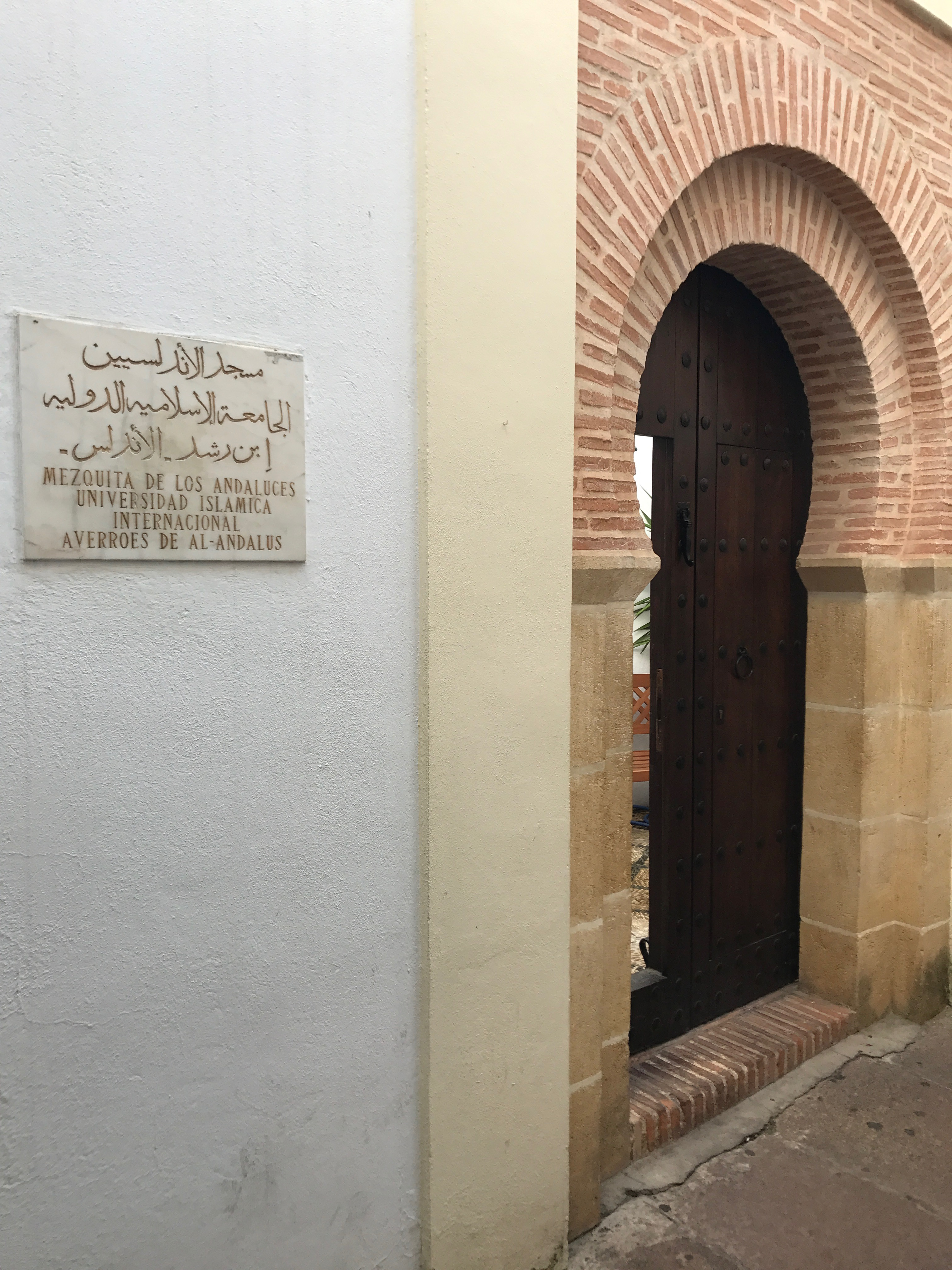
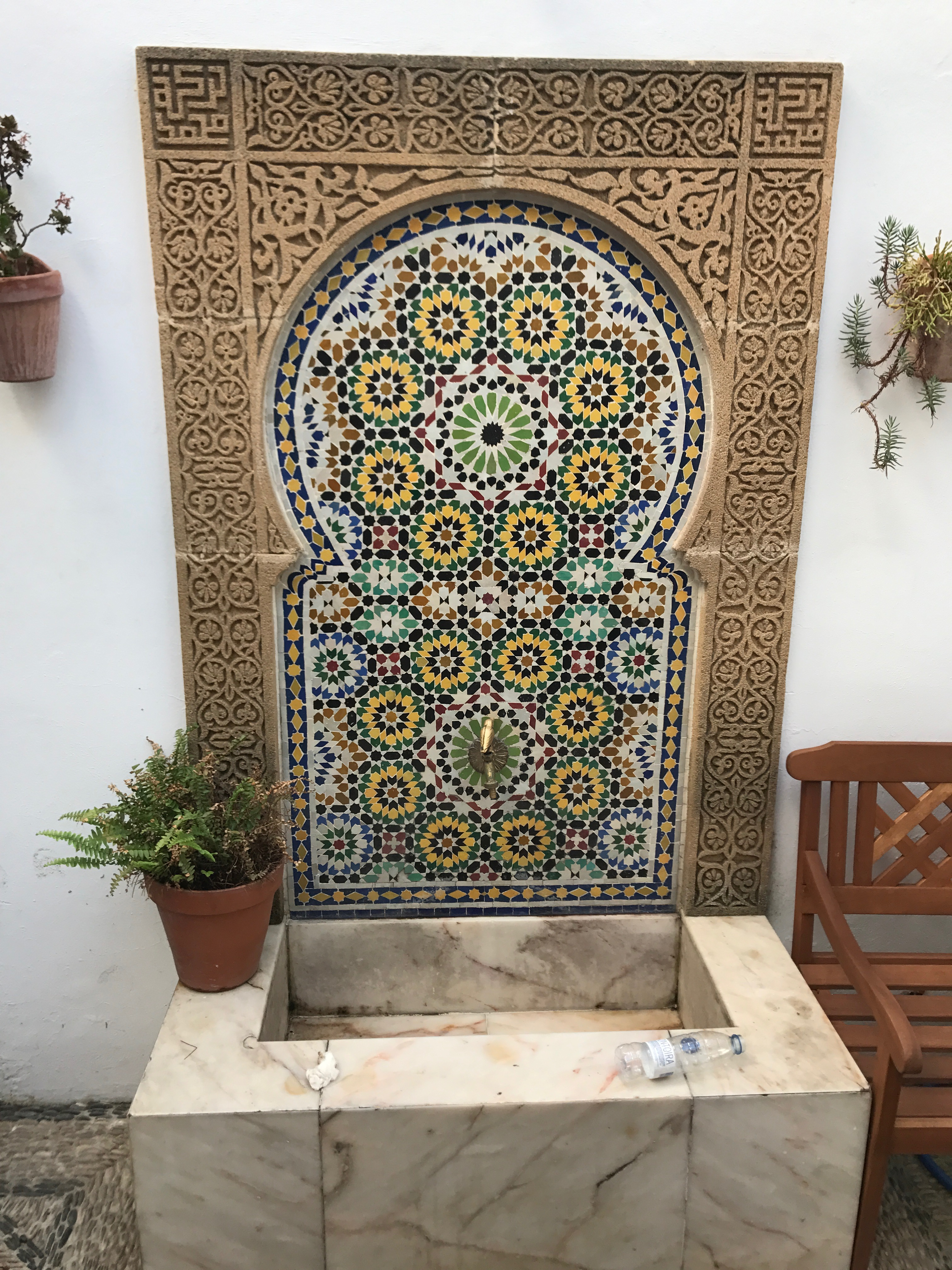
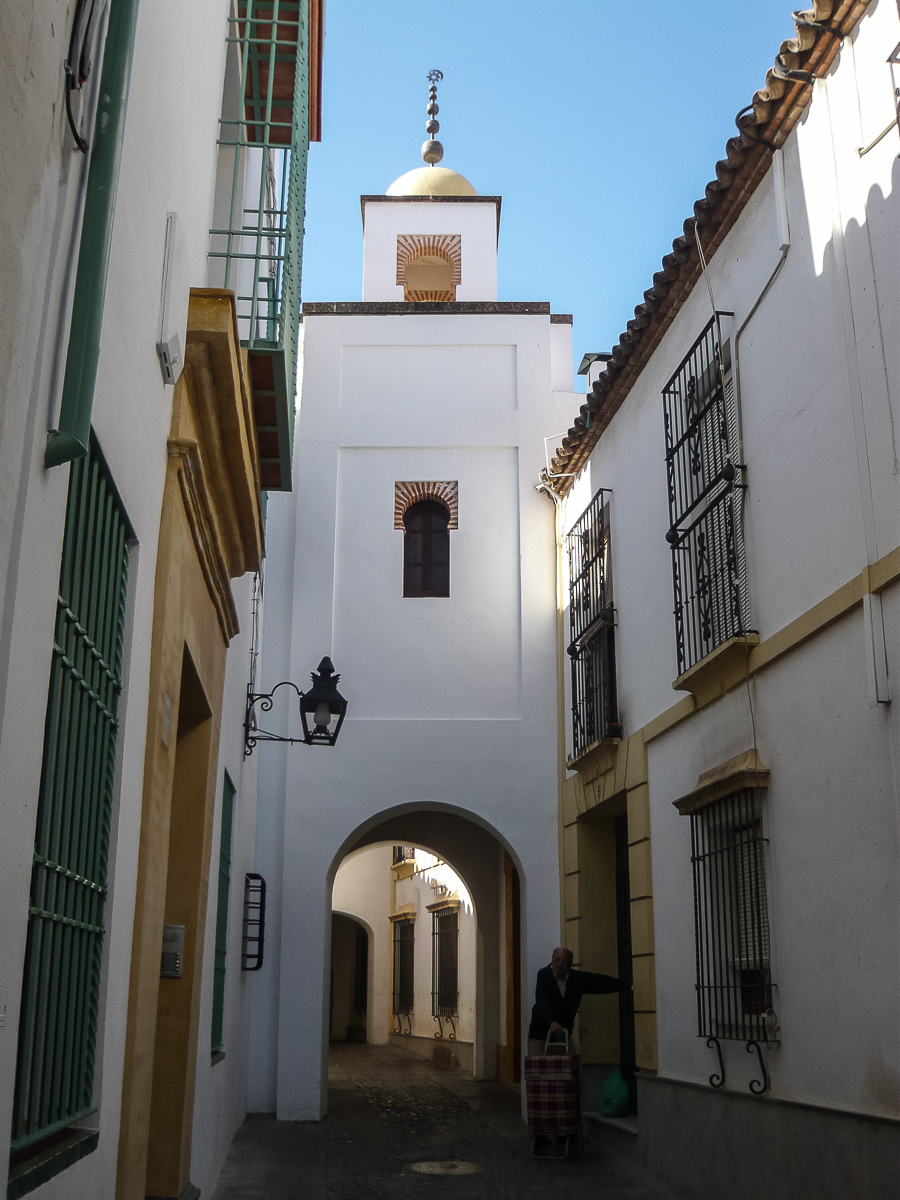